# Ermita de Sant Pau d'Albocàsser
L'ermita de Sant Pau d'Albocàsser està situada a uns 3 quilòmetres de la vila, en l'encreuament de les carreteres de la Torre d'en Besora (CV-166) i de Vilafranca (CV-15).
El 1979 s'inicia l'expedient de declaració del conjunt —ermita i hostatgeria—, com a Monument Historicoartístic de caràcter nacional, i el 1983 es resol favorablement. Amb la publicació de la llei del Patrimoni Cultural Valencià, al conjunt se li ratifica la protecció i és declarat Bé d'interès cultural, amb la categoria de Monument.

## Història
L'any 1568, Martín de Córdoba y Mendoza, bisbe de Tortosa, concedeix permís al vicari de la parròquia d'Albocàsser per celebrar misses a l'ermita de Sant Pau, cosa que demostra l'existència d'una ermita en aquesta data, que podria correspondre amb la sagristia de l'actual temple.
L'ermita actual es construeix al voltant de 1590 i conclou pel 1610, quan Juan Vázquez realitza l'altar, i per aquells anys comencen també les obres de l'hostatgeria, les quals finalitzen el 1617. L'any 1626 es construeix el cor als peus del temple. I el 1687 s'inicia una important ampliació, amb la construcció d'un nou tram a la capçalera, i la seva decoració a càrrec de Vicent Guilló Barceló, amb la col·laboració del seu germà Eugeni, la qual finalitzen el 1690.

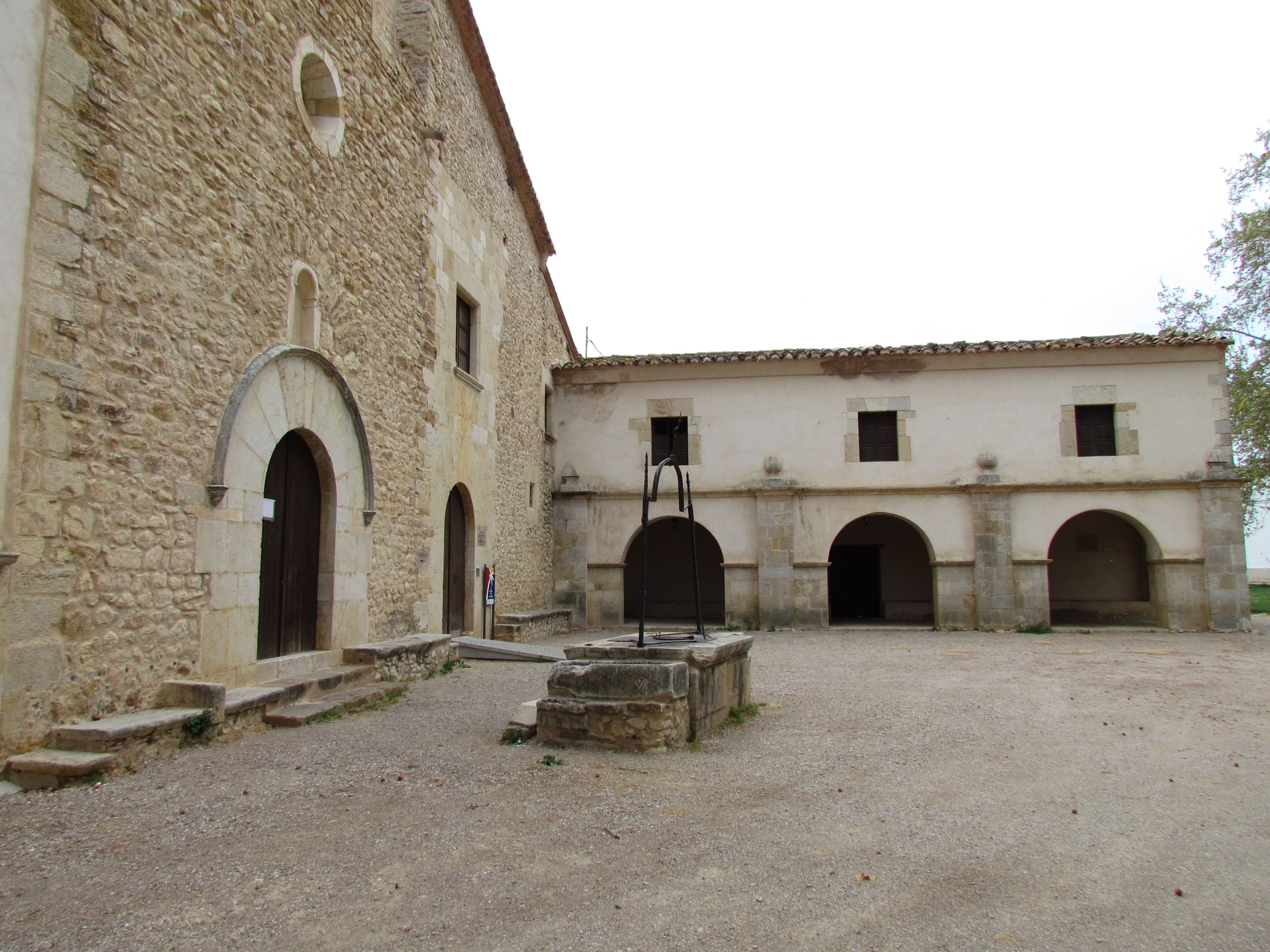

La primera meitat del segle xviii suposa el moment de màxima esplendor del santuari, i llavors es construeixen les dues ales laterals porxades, en les quals participa el mestre d'obres Josep Vilallave, que acaben al voltant de 1752, coincidint amb la publicació del llibre sobre l'aparició de sant Pau, d'Agustí Sales.
El 1933 l'ermita va acollir la Colònia Escolar Valencianista, en la qual s'implicaren entitats valencianistes,
la Societat Castellonenca de Cultura, i participaren, entre d'altres, els mestres Enric Soler, Porcar Caudiel i Josep Francesc Senmartí.
Tot el conjunt patí molts danys el 1936 i en desaparegueren importants obres d'art. Després anà deteriorant-se per falta d'atenció. Des de 1979 s'han anat fent restauracions, com el canvi de la teulada i els sostres de fusta, i l'adequació de l'hostatgeria per a restaurant.
Amb motiu de l'exposició Paisatges sagrats de l'any 2005, dins del programa La llum de les imatges, s'ha dut a terme la restauració de l'ermita, amb el tractament de les humitats, la col·locació d'un nou paviment, la recuperació de les claus originals, la reposició dels daurats i policromies de la nau i el cor, i al presbiteri, la recol·locació de l'antic sòcol i la restauració de la decoració pictòrica; i en l'hostatgeria s'han restaurat les pintures negres de la planta superior. També s'han netejat les façanes.
Des d'agost de 2009 està oberta una oficina de Turisme a l'hostatgeria.

## Arquitectura
El conjunt arquitectònic està format per l'ermita, l'hostal annex i dos cossos laterals porxats, tot formant un espai que delimita una plaça.

### Estructura
El temple és de nau única coberta amb volta de creueria recolzada sobre mènsules, amb cor alt als peus, sense capelles laterals ni creuer, i el presbiteri, amb accés mitjançant arc de mig punt, més estret, té cúpula sobre petxines però sense llanternó, i la capçalera plana amb volta de canó. Tant les claus com les mènsules estan treballades en relleu, i decorades i daurades.
L'hostatgeria, adossada longitudinalment al temple, disposa d'un petit pati interior porxat amb ràfec treballat en fusta, una xemeneia gran amb bancs que l'envolten, escales d'accés de tradició goticocatalana i sales a la part superior. A la paret de l'escala està pintat el retrat del duc de Savoia, i a la sala de reunions o de les pintures, del pis superior, es conserven unes pintures negres representant la vida de sant Pau i el Sant Sopar, en forma de tapissos, de principis del segle xviii.
En els laterals existeixen dues ales porxades amb habitacions al pis superior. Un dels laterals es connecta amb altre espai porxat adossat a l'ermita mitjançant l'arc d'entrada a la plaça, per un pas superior.
A la plaça, davant la porta d'accés a l'ermita, es troba un pou de pedra tallada, construït l'any 1670.

### Façana
De la façana cal destacar una espadanya de tres campanes, i una sòbria portada d'accés a l'ermita, de mig punt, amb un arrabà circular que encercla les dovelles, i que arranca de dues mènsules treballades.

### Decoració del presbiteri
La pintura mural dels germans Guilló —important per l'aparició d'emblemes, la consecució d'un ric colorit amb abundants tonalitats, i la utilització de l'arc d'accés al presbiteri com un cortinatge obert per possibilitar l'entrada—, domina la quasi totalitat del presbiteri, des de l'arc d'accés fins a la volta que cobreix la capçalera:

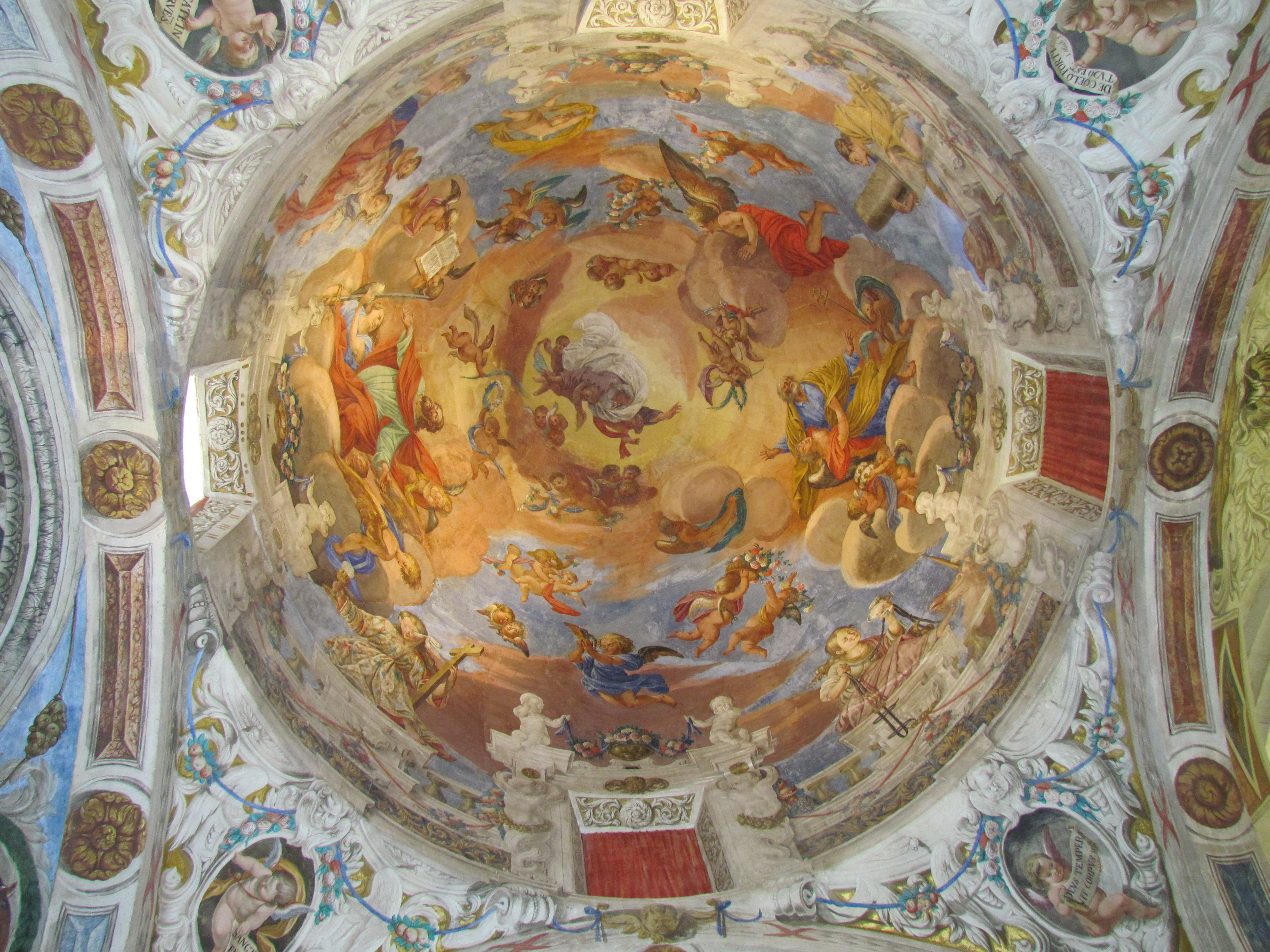
Cúpula

- L'arc d'accés és presidit per un doble medalló amb la conversió de Saül de Tars en Pau, en el de baix, i Jesucrist junt a una creu, en el de dalt, tot protegit per dos àngels adults ricament vestits, i en el cos inferior, dos emblemes o jeroglífics barrocs. L'intradós de l'arc està decorat amb cassetons.
- El centre del presbiteri es cobreix per una cúpula, la qual mostra l'Apoteosi celestial dels sants Pere i Pau. Déu en el centre, i en costats oposats, Pau, identificat per l'espasa i el llibre, i Pere, amb els seus símbols característics: les claus, la creu i la tiara papal, tots dos allargant els braços i dirigint la mirada a Déu; en els altres dos costats, la representació de dues virtuts cardinals, la Fortitud i la Temprança, i dues de teologals, la Fe i la Caritat. A les parets laterals, dos espais octagonals que mai es van omplir, han estat completats el 2011 per sengles llenços d'Amat Bellés Roig.
- Entre la cúpula i l'altar hi ha un tram pintat amb cassetons simulant marbre.
- A l'altar hi ha decoració als laterals i a la volta. Als laterals, unes targetes amb àngels i unes inscripcions; i a la volta, el centre és la representació de l'Esperit Sant envoltat de quatre parelles de putti, tot encerclat, i als angles, el tetramorf.

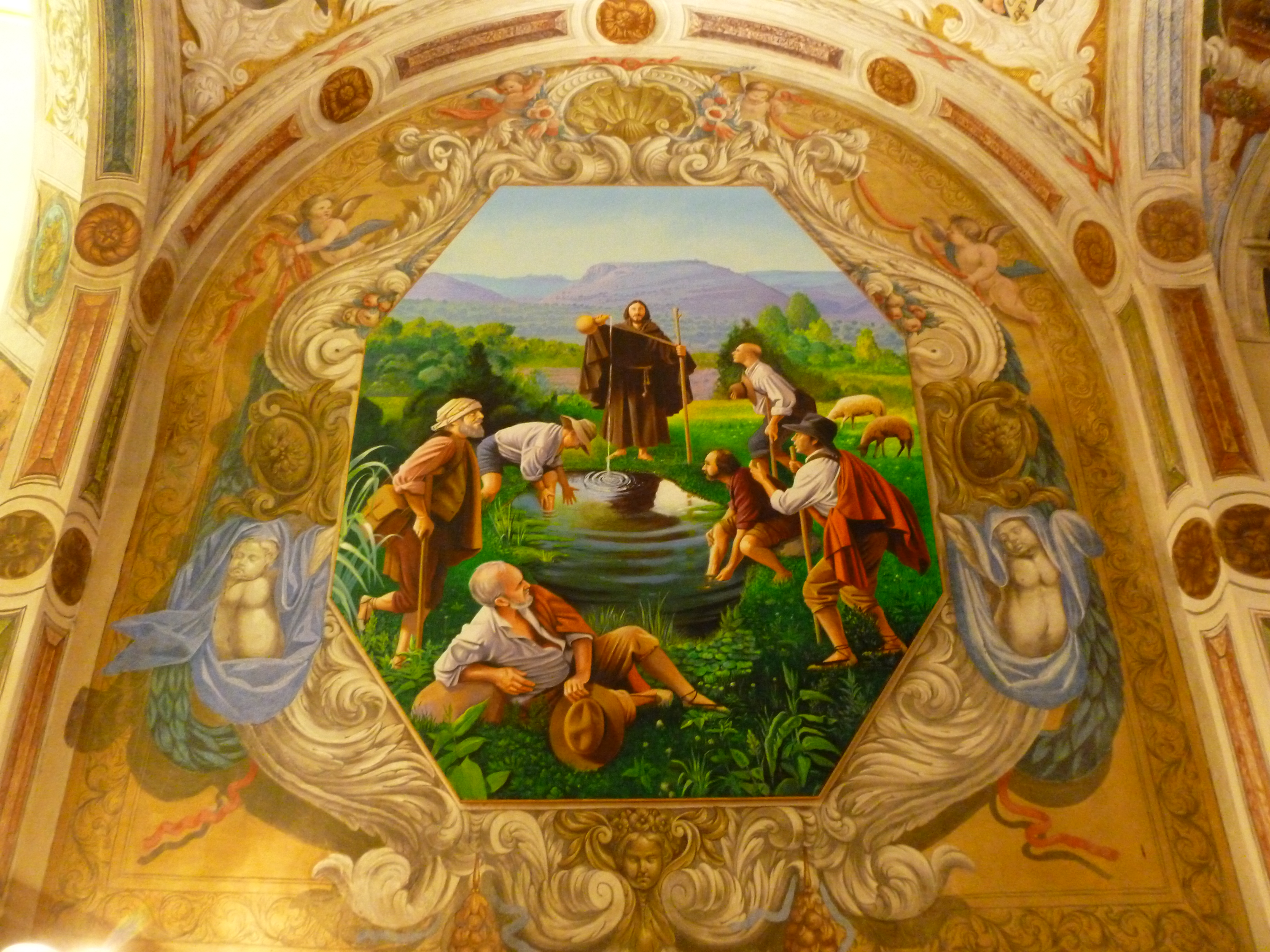
' (2011), d'Amat Bellés

## Festivitat i tradicions
El dimecres abans de Pentecosta es fa romiatge des de La Torre d'en Besora, i el tercer dia de Pentecosta, des d'Albocàsser. També se celebra una fira anual de ramat, abans molt important, el darrer diumenge de juny, amb assistència de gent de la comarca.
Segons la tradició, l'any 1562 sant Pau s'apareix a uns homes coixos i tolits que estaven tombats, prop d'uns aiguamolls, on aboca l'aigua d'una carabasseta que portava, i els mana que entren a les aigües fangoses. Quan surten de l'aigua estan curats, i no poden agrair la curació al sant per haver desaparegut. Tornen al poble i estenen la notícia del miracle, tant de la seva curació com de la transformació de les aigües, de llavors ençà, netes i transparents.
També existeix la tradició que foren uns peregrins els que pintaren les parets en una nit i desaparegueren l'endemà sense tenir més notícies d'ells.